# Kita Ikki

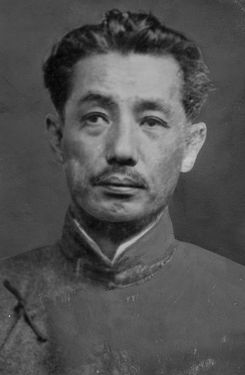
Ikki Kita, 1935

Kita Ikki (japanisch 北 一輝, eigentlich 北 輝次郎 Kita Terujirō; * 3. April 1883 in Ryōtsu-Minato, Landkreis Sado (heute Stadt Sado), Präfektur Niigata; † 19. August 1937) war ein japanischer Autor, Intellektueller und politischer Philosoph der Shōwa-Zeit. Kita war ein bekennender Sozialist, der aus einem eklektischen Spektrum von Einflüssen schöpfte und von Historikern als „ideologischer Vater des japanischen Faschismus“ bezeichnet wird.
Gleichzeitig vertritt er in seinen Schriften Ideen des Pan-Asianismus, des Nichiren-Buddhismus, grundlegender Menschenrechte und des Egalitarismus, außerdem engagierte er sich zeitlebens in chinesischen Revolutionskreisen.
Obwohl seine Veröffentlichungen ausnahmslos zensiert wurden und er nach 1919 aufhörte zu schreiben, gilt Kita bis in die 1930er Jahre als Inspiration für rechtsextreme Gruppierungen der japanischen Politik, insbesondere wegen seiner Befürwortung einer territorialen Expansion Japans und seiner Sympathie für Putsche.
Für die japanische Regierung war Kita ein Enfant terrible und seine Ideen wurden als gefährlich angesehen. 1936 wurde er schließlich wegen seiner angeblichen Teilnahme am gescheiterten Februarputsch verhaftet und 1937 hingerichtet. Die juristische Legitimation für seine Exekution ist bis heute umstritten.

## Frühes Leben
Kita wurde am 3. April 1883 auf der Insel Sado in der Präfektur Niigata unter seinem richtigen Namen Kita Terujiro als Sohn des Sake-Händlers Kita Keitaro geboren. Sein Vater wurde später der erste Bürgermeister seiner Heimatstadt. Sein jüngerer Bruder Kita Reikichi, ein Polit-Philosoph, der fünf Jahre in den Vereinigten Staaten und in Europa studiert hatte, war Mitglied des Shūgiin. Ansonsten hatte er eine vier Jahre ältere Schwester und einen vier Jahre jüngeren Bruder. Wegen einer nicht genauer bekannten Erkrankung an seinem rechten Auge musste Kita der Grundschule für ein Jahr fernbleiben.
Die Insel Sado, lange Zeit eine Strafkolonie, hatte eine Reputation viele Rebellen zu beheimaten und Kita war stolz darauf. In seiner Jugend studierte er chinesische Klassiker und mit 14 fing er an, sich für den Sozialismus zu interessieren.
1898, mit 15 Jahre, durfte Kita wegen außerordentlicher Schulleistungen eine Klasse überspringen. Im Folgejahr wurde er wegen einer Augenkrankheit in das Kaiserliche Universitätskrankenhaus eingeliefert. Dort wurde bei ihm im Sommer 1899 Pterygium conjunctivae diagnostiziert, welches trotz Mitwirkung des namhaften Arztes Komoto Jujiro nicht geheilt werden konnte. Auf seiner Erkrankung konnte Kita dem Schulunterricht kaum noch beiwohnen, weshalb er sich entschied, die Schule abzubrechen und seinem Vater im Familienunternehmen zu helfen.
1900, mit 17 Jahren, publizierte er Artikel in einer lokalen Zeitschrift, in denen er die Idee des Kokutai (Volkscharakter) kritisierte. Er strebte eher nach einem starken Staat mit sozialer Absicherung nach dem Vorbild des Deutschen Kaiserreiches und der Ideen von Otto von Bismarck und Gustav von Schmoller. Dies führte zu polizeilichen Ermittlungen gegen seine Familie, die später fallengelassen wurden.
1901 wurde Kita für sieben Monate in eine Augenklinik in Niigata eingewiesen. Dort vertiefte er sein Wissen zum Sozialismus, indem er Werke von Kōtoku Shūsui und Sakai Toshihiko las. Als sein Vater im Oktober 1903 starb benannte sich Terujiro Kita in Ikki Kita um und erfragte bei der Sado High School eine Sondererlaubnis, trotz des Schulabbruchs an den Abschlussprüfungen teilnehmen zu dürfen; im Hinblick auf seine zuvor guten Leistungen wurde es ihm gestattet, sodass er 1904 die High School absolvieren konnte. In der Zeitschrift Sado-Shimbun veröffentlichte er mehrere Artikel, in denen er sich für einen Krieg mit dem Russischen Kaiserreich und eine Stärkung des Tennō aussprach, welcher „für die Japaner wie ein Familienmitglied ist.“ Nur zwei Tage später wurde Kita das Veröffentlichen weiterer Artikel untersagt.
1904, mit 21 Jahren, zog er nach Tokio, um an der Waseda-Universität Politik- und Wirtschaftswissenschaften zu studieren. Dort er traf viele einflussreiche Personen der Sozialistenbewegung des frühen Japans. Seine Kontakte in der Szene führten schnell zu einer Desillusion; die Bewegung war seiner Meinung nach „voll von Opportunisten.“ Besonders die Vorlesungen von Aruga Nagao und Hozumi Yatsuka, die er in einem Nebenkurs belegte, faszinierten ihn. In seiner Freizeit besuchte er fortan regelmäßig die Universitätsbibliothek, um sich Bücher über Rechtswissenschaften und Sozialwissenschaften auszuleihen und auf deren Basis eigene Forschungen anzustellen.

## Ideologie

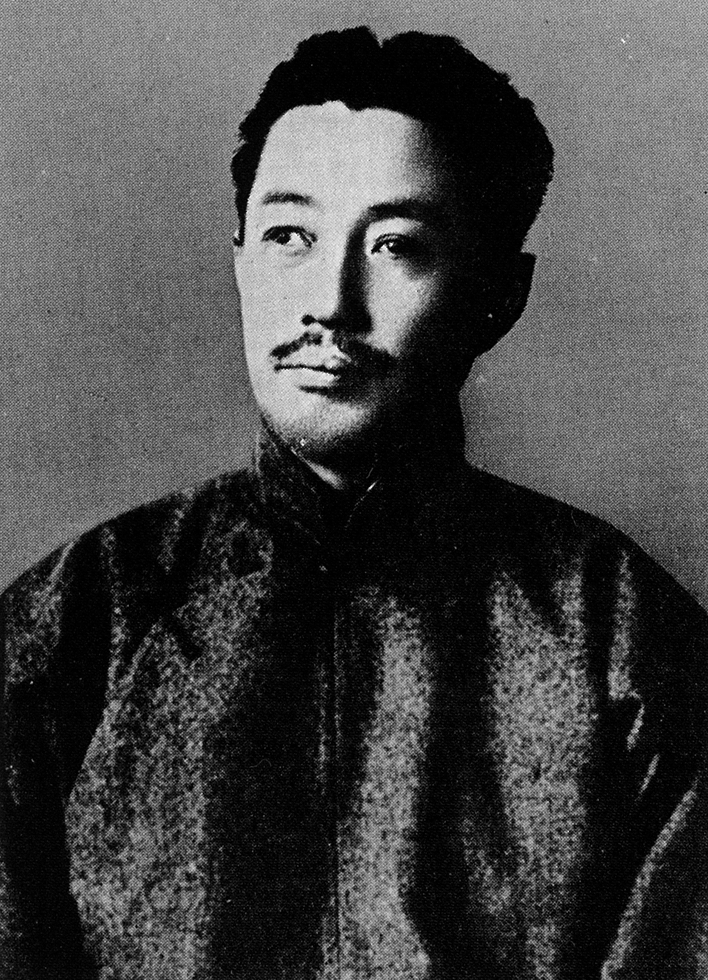
Ikki Kita in den 1910er Jahren

### Theorien zur japanischen Nationalpolitik
Nach einem Jahr intensiver Recherche veröffentlichte Kita 1906 im Alter von 23 Jahren sein erstes Buch Kokutairon und reiner Sozialismus; eine massive politische Abhandlung mit über 1000 Seiten. In dem Werk kritisierte er die Meiji-Regierung für ihre Propagierung von Kokutai und warnte vor einer Abweichung des Sozialismus, wegen der Kompromissbereitschaft von kontemporären Sozialisten. Das Werk gilt als Begründung seiner Philosophie des „nationalen Sozialismus.“
Er bezeichnete Marxismus und einen Klassenkampf-orientierten Sozialismus als veraltet. Er erklärt umfassend die Evolution als Basis für das Verständnis von Gesellschaften und Nationen. Seine Idee des Sozialismus beinhaltet einen autoritaristischen Staat nach Vorbild von Platons Politeia. Er betont die enge Beziehung zwischen Konfuzianismus und dem „Von Oben herab“-Konzept des nationalistischen Sozialismus. Mengzi sei der Platon des Ostens und dessen Konzept zur Organisation einer Gesellschaft sei dem von Karl Marx vorzuziehen.
Er weist die shintoistische Sichtweise rechtsextremer Zeitgenossen wie Hozumi Yatsuka ab, nach der Japan ein Ethnostaat sei, begründet durch die Göttin Amaterasu. Er kontert, dass neben der Inkorporation von Chinesen, Koreanern und Russen als japanische Bürger während der Meiji-Zeit, jede Person das Recht haben soll, dem japanischen Volk beizutreten und dieselben Rechte und Obligationen zu tragen, wie ethnisch japanische Personen. Anderenfalls könne das japanische Reich nicht expandieren. Einer seiner religiösen Inspirationen war das Mantra Nichirens Namu Myōhō Renge Kyō.
Das Buch wurde nach nur fünf Tagen von der Regierung verboten und Kita stand fortan unter polizeilicher Überwachung. Inhaltlich deckt Kita mit seinem Debütwerk ein breites Spektrum verschiedener Themengebiete ab, darunter Rechtswissenschaft, Philosophie, Politik, Wirtschaft und Biologie. Sein Ziel war es mithin die verschiedenen Disziplinen zu vereinheitlichen, anstatt als separate Teilgebiete zu behandeln.
Inmitten seiner Enttäuschung über das Verbot des Buches lernte er Miyazaki Tōten kennen, der ihn mit dem Revolutionsführer Song Jiaoren bekannt machte.

### Engagement in der chinesischen Revolution

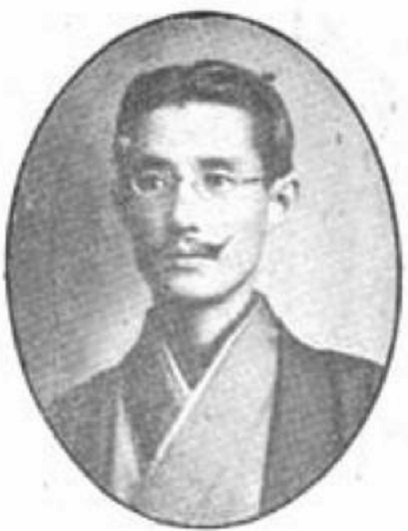
Kita Ikki, 1913

Kitas zweites Buch Eine formlose Geschichte über die Chinesische Revolution ist eine kritische Analyse der Xinhai-Revolution 1911 in China.
1911 schloss sich Kita den Tongmenghui unter Führung Song Jiaorens an. Er zog für mehrere Jahre nach China, um sich aktiv an der Revolution zu beteiligen und die Qing-Dynastie umzustürzen.
Gleichzeitig zeigte Kita aber auch Interesse am Rechtsextremismus, darunter an dem rechtsextremen Amur-Bund (Kokuryūkai), gegründet 1901. Kita, der ähnliche Ansichten zu Russland und Korea vertrat wie die Gruppe, wurde als Kurier gesendet, um die Umstände der Xinhai-Revolution via Briefkorrespondenz mitzuteilen.
Am 22. März 1913 wurde Jiaoren am Bahnhof von Shanghai durch einen Attentäter erschossen und die Zeitungen verkündeten, dass sein Freund Sun Yat-sen der Verantwortliche sei. Im April desselben Jahres wurde Kita vom japanischen Generalkonsul in Shanghai angewiesen, China für drei Jahre zu verlassen. In dem Zeitraum beendete er auch die Arbeiten an seinem Werk Eine formlose Geschichte über die Chinesische Revolution, in dem er die japanische Regierung und allen voran Ōkuma Shigenobu für die Einundzwanzig Forderungen gegen China kritisierte.
1916 heiratete er Yasu Mamabuchi, adoptierte den Sohn des verstorbenen Revolutionärs Renfeng Tan und kehrte frühzeitig nach Shanghai zurück. Dort wurde er von den japanischen Diplomaten Yukinosuke Shimizu und Fumio Iwata konsultiert, die japanischen Beziehungen zu China zu stärken. In dem Zuge trat er wenige Monate später der Japanisch-Chinesischen-Freundschaftsgesellschaft bei. Nach über 40 Tagen reiner Arbeit stellte Kita den Entwurf einer Gesetzesreform Japans zur Stärkung der Japanisch-Chinesisch-Beziehung fertig, dessen Verbreitung durch die japanische Regierung untersagt wurde.
Im Januar 1920 kehrte Kita nach Japan zurück. Er war enttäuscht von dem Vorgehen innerhalb der Revolution und der kompromissbereiten Herangehensweise der Putschenden. Zusammen mit Ōkawa Shūmei bildete er die Yūzonsha, eine nationalistische Organisation und widmete seine Zeit forthin politischen Aktivitäten. Allmählich wurde er zum führenden Theoretiker und Philosoph der Rechtsradikalen Bewegung im Japan vor dem Zweiten Weltkrieg.

### Vorstellungen eines reorganisierten Japans

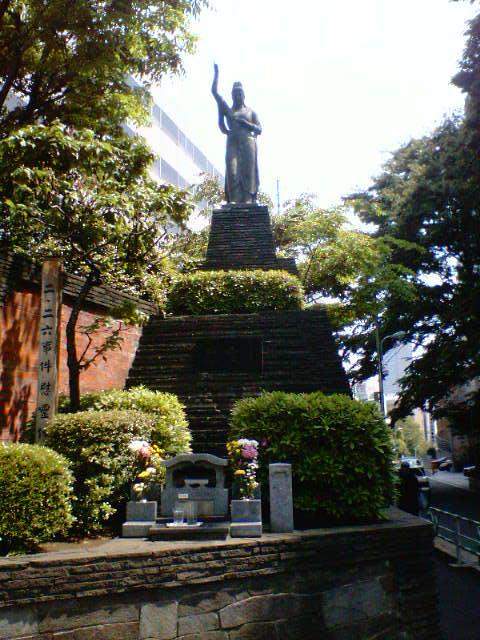
Denkmal Kitas und des Februarputsches

Sein letztes bedeutendes Buch über Politik war das fast 2000 Seiten umfassende Ein Plan zur Neuordnung Japans. Zuerst in Shanghai geschrieben, wurde es nur wenige Tage nach seinem Erscheinen 1919 verboten. In Japan veröffentlichte er die überarbeitete Ausgabe 1923 unter Publizierung von Kaizōsha, dem Herausgeber der Zeitschrift Kaizō; auch die Neuveröffentlichung wurde schnell durch die Regierung verboten.
Zentrales Thema ist seine Vorstellung einer nationalen Politik (Kokutai), durch die Japan die Wirtschaftskrise überwinden, ein Großasiatisches Reich führen und alle Völker der Welt durch eine Japanisierung vereinen sollte. Eine japanische Supermacht sei notwendig um langfristigen Weltfrieden zu garantieren. Er kritisierte Konflikte zwischen den herkömmlichen Advokaten des Kokutai und Advokaten westlicher Ideale dafür, kein Verständnis für den bevorstehenden sozialen Wandel Japans zu haben. In der Einleitung des Buches schreibt er: „Die Japaner müssen die Gerechtigkeit der Nation und die Menschen- und Gleichheitsrechte verstehen.“ Folglich enthält es Aspekte des Pan-Asianismus.
Nach seiner Vorstellung war ein Putsch nötig, um einen Ausnahmezustand herbeizuführen, durch den dem Tennō gemäß der Meiji-Verfassung die alleinige Entscheidungsbefugnis zufällt. Da der Tennō innerhalb der japanischen Bevölkerung hohes Ansehen genießt, sah Kita ihn als ideale Person, um die Verfassung abzuschaffen und das Japanische Kabinett und den Kokkai radikal umzugestalten. Deren Vertreter sollen nach dem Konzept der Repräsentativen Demokratie direkt vom Volk gewählt werden, um „böswillige Interessensvertreter“ zu verhindern – nur so könne die damalige Legitimation für die Meiji-Restauration sichergestellt werden.
Der Tennō solle eine neue Verfassung entwerfen, die von dem Kokkai abgesegnet werden muss. Die Verfassung müsse Einschränkungen von Privateigentum vorschreiben, eine Vermögensobergrenze festlegen, Unternehmen enteignen können und staatlich geführte Unternehmen festschreiben, nach dem Vorbild des Eisenbahnministeriums. Landreformen sollen möglich sein und Städtischer Raum wird zu kommunalem Eigentum erklärt. Unter der neuen Verfassung würde der Kazoku, das Kizokuin und fast alle Steuern abgeschaffen werden. Das aktive und passive Männerwahlrecht, Freiheit, das Recht auf Privateigentum, das Recht auf Bildung, Arbeiterrechte und Menschenrechte müssen garantiert werden. Der Tennō bleibt zwar Repräsentant des Volkes, aber privilegierte Eliten – namentlich die Meiji-Oligarchie, die Zaibatsu, die Gunbatsu (militärische Eliten) und die Großvermieter – werden abgeschafft. Die Kaiserlich Japanische Armee wird verstärkt, um Asien von dem Einfluss westlichen Imperialismus befreien zu können.
Kita sah in Japan als „internationales Proletariat“ das Recht, Sibirien und Australien einzunehmen, deren Bevölkerung dieselben Rechte wie das japanische Volk verdienen. Dadurch würde „rassische Gleichheit“ hergestellt; der einzige, der diese Einheit zwischen der östlichen und westlichen Kultur herbeiführen könnte, wäre Japan. Eine solche Einheit sei besonders wichtig, da auch innerländische Soziale Probleme nicht beseitigt werden könnten, solange der Außenhandel nicht streng reguliert ist. Die Gesamtheit der aufgelisteten Ideen wurde Shōwa-Restauration getauft.
Zusammengefasst sprach sich Kita für einen Staatssozialismus in einem faschistisch-orientierten „Sozialismus von Oben herab“ aus, um das japanische Volk zu einen und stärken. Er betonte, dass der Putsch keine konservative Autokratie herbeiführen würde, sondern ein Ausdruck des Volonté générale wäre. Dieser könne nur durch eine Fusion des Kaisers mit dem Volk geschehen, nicht durch eine Fusion von Autoritäten mit dem Volk.
International sollte sich Japan darauf fokussieren, die Unabhängigkeit Indiens voranzutreiben, China in Schach zu halten und seine Teilnahme am Wettlauf um Afrika zu unterbinden und ein Weltreich aufzubauen, indem Korea, Taiwan, Sachalin, die Mandschurei, der russische Ferne Osten und Australien annektiert werden. Das Endziel ist eine „vollkommene asiatische Einheit.“ Er betonte des Weiteren seine eigenen Erfahrungen mit antijapanischen Strömungen innerhalb Chinas, weshalb Japan das Vereinigte Königreich aus Hongkong vertreiben und Qingdao gegen einen großen Marinestützpunkt austauschen muss. Qingdao stand innerhalb Chinas unter großer Kritik, da sie shandongsche Kuli auslieferten.

### Meiji-Yasuda-Vorfall
1926 war Kita in einen Streit mit der Meiji-Yasuda Lebensversicherung verwickelt. Ein Schüler Kitas, der Rechtsextremist Konosuke Shimizu, brach in das Firmengebäude ein und forderte den Geschäftsführer unter Gewaltanwendung auf, mehr als vierzig seiner Mitarbeiter zu kündigen. Zeitgleich verteilte Kita Flugblätter, in denen er der Versicherung Missbrauch des Gesamteigentums und persönliche Bereicherung an den Schicksalen ihrer Kunden vorwarf. Sowohl Shimizu als auch Kita wurden inhaftiert und gegen Kaution freigelassen.

### Vorstellungen zur japanischen Außenpolitik
Nach dem Mukden-Zwischenfall am 18. September 1931 in der Mandschurei schrieb Kita eine Petition für einen Kurswechsel der japanischen Außenpolitik. Er positionierte sich gegen einen Krieg mit den Vereinigten Staaten, da Japan diesen wegen der Zusammenarbeit der USA mit dem Britischen Weltreich verlieren würde. Außerdem befürchtete er, China und die Sowjetunion würden sich den USA anschließen.
Sein Vorschlag war ein Bündnis zwischen Japan und Frankreich, um die Sowjetunion anzugreifen. Er glaubte, eine Allianz mit Frankreich würde auch die Sympathie des Britischen Weltreichs wecken, da sich Japan und Frankreich die Russophobie teilen, wegen der Unsummen an Schulden, die das Russische Kaiserreich bei Frankreich noch offen hat.

### Befürwortung von Esperanto
1919 sprach sich Kita für eine Adaption von Esperanto aus. Er prognostizierte, dass 100 Jahre nach ihrer Einführung Esperanto die einzige in Japan gesprochene Sprache sein würde und das klassische Japanisch wie Sanskrit oder Latein aussterben muss.
Er glaubte, dass die Japanische Schrift zu kompliziert ist, um sie anderen Völkern aufzuerlegen, dass eine Romanisierung scheitern würde und Englisch – das bereits integraler Bestandteil der Schulbildung in Japan war – vom japanischen Volk nicht beherrscht wird. Außerdem sei Englisch Gift für den japanischen Volksgeist – ähnlich wie „Opium für die Chinesen“ – und der einzige Grund, weshalb das japanische Volk noch nicht zerschlagen wurde, ist, dass Deutsch bis dato mehr Einfluss im japanischen Schulwesen hat als Englisch. In dem Kontext sprach er sich auch für ein Verbot der englischen Sprache aus.
Inspiriert wurde Kita durch verschiedene chinesische Anarchisten, die sich für die Abschaffung der chinesischen Sprache und die Adaption von Esperanto aussprachen.

## Kritische Rezeption
Kita war eine widersprüchliche Person. Zum einen propagierte er eine Politik, die die Befreiung Asiens zum Ziel hatte, zum anderen war er für die Expansion Japans und den damit verbundenen territorialen Zugewinn, den er auf Grund starken Bevölkerungswachstums für dringend nötig hielt.
Sein Bruder Kita Reikichi schrieb später, Kita habe gute Kontakte zum Premierminister Hiranuma Kiichirō gehalten, obwohl er den russischen Rebellen Adolf Abramowitsch Joffe für seine Verbindungen zum UdSSR-Gerichtshof kritisierte.
Sein eklektischer Zusammenschluss von Rassismus, Sozialismus und spirituellen Prinzipien ist einer der Gründe, weshalb Kitas Ideen schwierig in den Kontext der Zeit einzuordnen sind. Einige Historiker argumentierten, dass dies auch der Grund sei, Kitas Philosophie nicht konkret benennen zu können. Der Soziologe Nik Howard widerspricht dem und meint, Kitas Ideen seien seine Karriere durch recht konsistent geblieben und hätten sich nur minimal den jeweiligen Veränderungen der Zeit angepasst.

## Tod

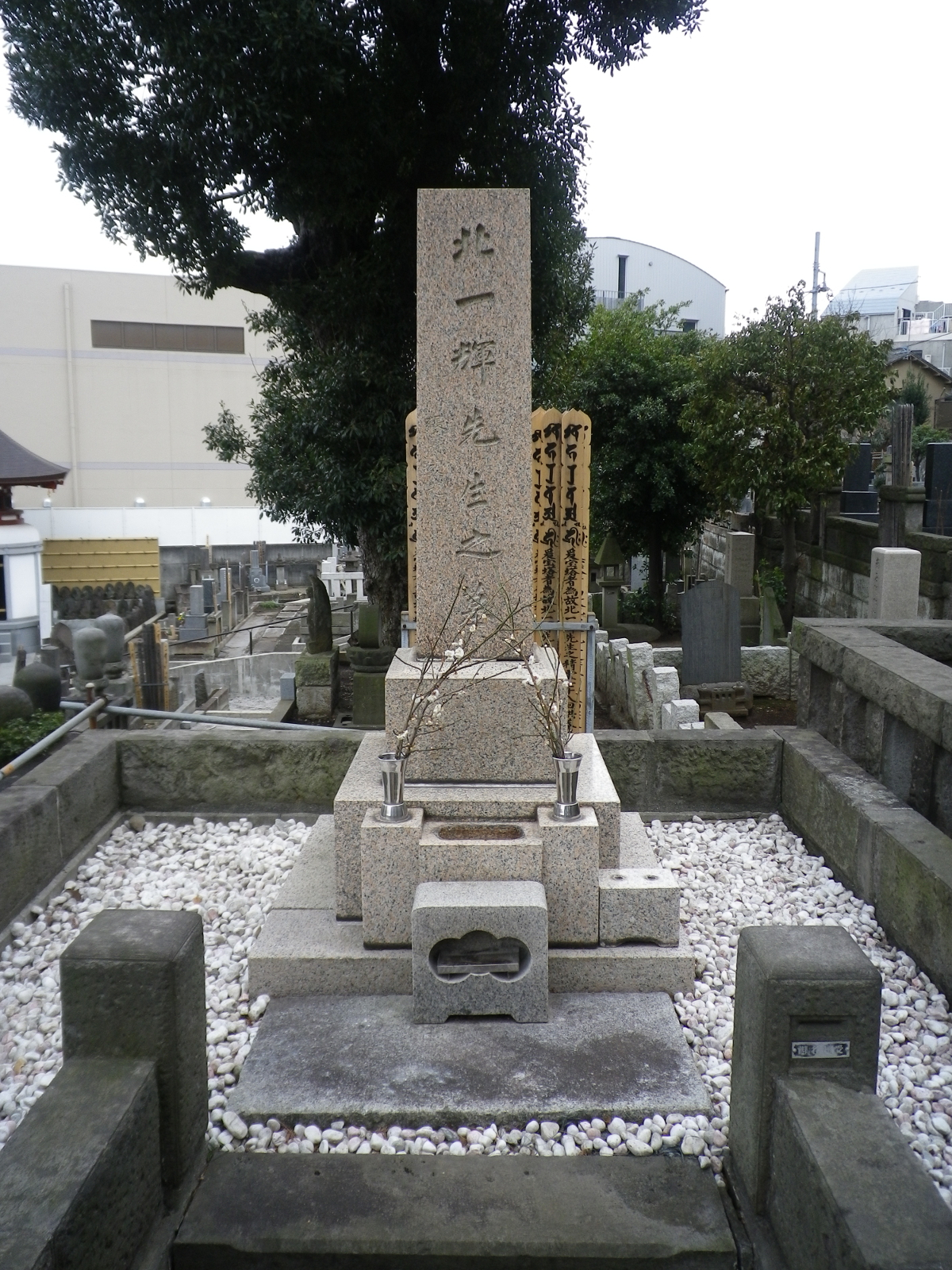
Grabstein Kitas

Kitas Schriften hatten einen starken Einfluss auf das japanische Militär, im Besonderen auf die Kaiserlich Japanische Armee, die am misslungenen Februarputsch von 1936 teilnahm. Nach den Ereignissen am 26. Februar wurde Kita von der Kempeitai verhaftet, durch ein Militärgericht verurteilt und durch Erschießen hingerichtet. Er wurde 54 Jahre alt.
Die juristische Legitimation seiner Exekution ist bis heute umstritten, insbesondere da Kita selbst nicht am Putschversuch beteiligt war. Laut Ansicht der Kempeitai sei die Inspiration seiner Bücher genug gewesen, das Todesurteil zu rechtfertigen.
Der letzte Satz seines Todesgedicht lautete:

„Der Lord nahm mir meinen Helm und ich verlor die Schlacht.“

Sein Grab befindet sich auf dem Friedhof Aoyama, einem Prominentenfriedhof im Tokioter Stadtteil Minami-Aoyama im Bezirk Minato.
Auf dem Gelände des Ryūsen-ji-Tempels in Meguro steht seit 1958 ein Denkmal zu seinen Ehren. Die Inschrift stammt vom Tiantai-zong-Gelehrten Shuaki Okawa.

## In der Popkultur
- Kita Ikki der Protagonist im historischen Fantasieroman Teito Monogatari von Hiroshi Aramata. Im Roman ist er ein buddhistischer Schamane, mit besonderer Hingabe zum Kegon-shū.
- Kita erscheint im Shōwa-Zeit-Mangaka Ron von Motoka Murakami.
- Kita ist eine Nebenrolle in Osamu Tezukas Ikki Mandara.
- Kita (gespielt von Hiroshi Midorigawa) ist Teil der Handlung von Seijun Suzukis 1966 veröffentlichtem Film Fighting Elegy.
- Kita ist eine der primären Inspirationen für Yukio Mishimas Nachkriegs-Meisterwerk Unter dem Sturmgott aus dem Jahr 1969.
- 1973 erschien der Film Coup D'Etat von Yoshishige Yoshida, eine Biografie Kita Ikkis. Er war Japans Einreichung für die Kategorie Bester internationaler Film bei der Oscarverleihung 1974, wurde aber nicht angenommen.

## Werke
- 1906: Kokutairon und reiner Sozialismus (国体 論及 び 純正 社会主義)
  - Alternativtitel: Die Theorie der nationalen Politik Japans und des reinen Sozialismus
- 1912: Eine formlose Geschichte über die Chinesische Revolution (支那革命外史)
- 1919 bzw. 1923: Ein Plan zur Neuordnung Japans (日本改造法案大綱)